# غرينوود (لويزيانا)
غرينوود (بالإنجليزية: Greenwood, Louisiana)‏ هي بلدة أمريكية تقع في الولايات المتحدة في لويزيانا. يقدر عدد سكانها بـ 3,219 نسمة .

## التركيبة السكانية
حدّد مكتب تعداد الولايات المتحدة بيانات التركيبة السكانية لغرينوود في تعداد الولايات المتحدة. في ما يلي، التركيبة السكانية حسب تعدادي 2000 و2010.

### تعداد عام 2000
بلغ عدد سكان غرينوود 2,458 نسمة بحسب تعداد عام 2000، وبلغ عدد الأسر 964 أسرة وعدد العائلات 702 عائلة مقيمة في البلدة. في حين سجلت الكثافة السكانية 105.3 نسمة لكل كيلومتر مربع (272.7/ميل2). وبلغ عدد الوحدات السكنية 1,036 وحدة بمتوسط كثافة قدره 44.4 لكل كيلومتر مربع (115.0/ميل2).
وتوزع التركيب العرقي للبلدة بنسبة 77.01% من البيض و20.63% من الأمريكيين الأفارقة و0.41% من الأمريكيين الأصليين و0.33% من الأمريكيين ذوي الأصول الآسيوية و0.16% من سكان جزر المحيط الهادئ و0.45% من الأعراق الأخرى و1.02% من عرقين مختلطين أو أكثر و1.79% من الهسبانيون أو اللاتينيون من أي عرق.
بلغ عدد الأسر 964 أسرة كانت نسبة 40% منها لديها أطفال تحت سن الثامنة عشر تعيش معهم، وبلغت نسبة الأزواج القاطنين مع بعضهم البعض 56.5% من أصل المجموع الكلي للأسر، ونسبة 12.3% من الأسر كان لديها معيلات من الإناث دون وجود شريك،  بينما كانت نسبة 3.9% من الأسر لديها معيلون من الذكور دون وجود شريكة وكانت نسبة 27.2% من غير العائلات. تألفت نسبة 22.8% من أصل جميع الأسر من عدة أفراد يعيشون في نفس المنزل ونسبة 8.3% كانت تتألف من شخص يعيش بمفرده يبلغ من العمر 65 عاماً أو أكثر. وبلغ متوسط حجم الأسرة المعيشية 2.55، أما متوسط حجم العائلات فبلغ 3.00.
بلغ العمر الوسطي للسكان 38.5 عاماً. وكانت نسبة 26.3% من القاطنين تحت سن الثامنة عشر، وكانت نسبة 7.3% بين الثامنة عشر والرابعة والعشرين عاماً، ونسبة 27.7% كانت واقعةً في الفئة العمرية ما بين الخامسة والعشرين والرابعة والأربعين عاماً، ونسبة 28.6% كانت ما بين الخامسة والأربعين والرابعة والستين، ونسبة 10.1% كانت ضمن فئة الخامسة والستين عاماً فما فوق. يوجد لكل 100 أنثى 96.2 ذكر، ويوجد لكل 100 أنثى في الثامنة عشر من عمرها فما فوق 95.7 ذكر.
بلغ متوسط دخل الأسرة في البلدة 40,408 دولارًا، أما متوسط دخل العائلة فبلغ 52,955 دولارًا. وكان متوسط دخل الذكور 38,750 دولارًا مقابل 26,622 دولارًا للإناث. وسجل دخل الفرد الخاص بالبلدة 19,374 دولارًا. وكانت نسبة 9.3% من العائلات ونسبة 13.3% من السكان تحت خط الفقر، وكان من هؤلاء نسبة 20.1% تحت سن الثامنة عشر ونسبة 20.9% في الخامسة والستين من العمر وما فوق.

### تعداد عام 2010
بلغ عدد سكان غرينوود 3,219 نسمة بحسب تعداد عام 2010، وبلغ عدد الأسر 1,310 أسرة وعدد العائلات 941 عائلة مقيمة في البلدة. في حين سجلت الكثافة السكانية 137.9 نسمة لكل كيلومتر مربع (357.2/ميل2). وبلغ عدد الوحدات السكنية 1,380 وحدة بمتوسط كثافة قدره 59.1 لكل كيلومتر مربع (153.1/ميل2).
وتوزع التركيب العرقي للبلدة بنسبة 70.86% من البيض و24.95% من الأمريكيين الأفارقة و0.87% من الأمريكيين الأصليين و0.50% من الأمريكيين ذوي الأصول الآسيوية و0.25% من سكان جزر المحيط الهادئ و0.84% من الأعراق الأخرى و1.74% من عرقين مختلطين أو أكثر و3.14% من الهسبانيون أو اللاتينيون من أي عرق.
بلغ عدد الأسر 1,310 أسرة كانت نسبة 30.2% منها لديها أطفال تحت سن الثامنة عشر تعيش معهم، وبلغت نسبة الأزواج القاطنين مع بعضهم البعض 54.6% من أصل المجموع الكلي للأسر، ونسبة 12.1% من الأسر كان لديها معيلات من الإناث دون وجود شريك،  بينما كانت نسبة 5.1% من الأسر لديها معيلون من الذكور دون وجود شريكة وكانت نسبة 28.2% من غير العائلات. تألفت نسبة 23.9% من أصل جميع الأسر من عدة أفراد يعيشون في نفس المنزل ونسبة 8.6% كانت تتألف من شخص يعيش بمفرده يبلغ من العمر 65 عاماً أو أكثر. وبلغ متوسط حجم الأسرة المعيشية 2.46، أما متوسط حجم العائلات فبلغ 2.89.
بلغ العمر الوسطي للسكان 43.4 عاماً. وكانت نسبة 20.8% من القاطنين تحت سن الثامنة عشر، وكانت نسبة 8.2% بين الثامنة عشر والرابعة والعشرين عاماً، ونسبة 23.3% كانت واقعةً في الفئة العمرية ما بين الخامسة والعشرين والرابعة والأربعين عاماً، ونسبة 34% كانت ما بين الخامسة والأربعين والرابعة والستين، ونسبة 13.8% كانت ضمن فئة الخامسة والستين عاماً فما فوق. وتوزع التركيب الجنسي للسكان بنسبة 48.6% ذكور و51.4% إناث.

## معرض صور

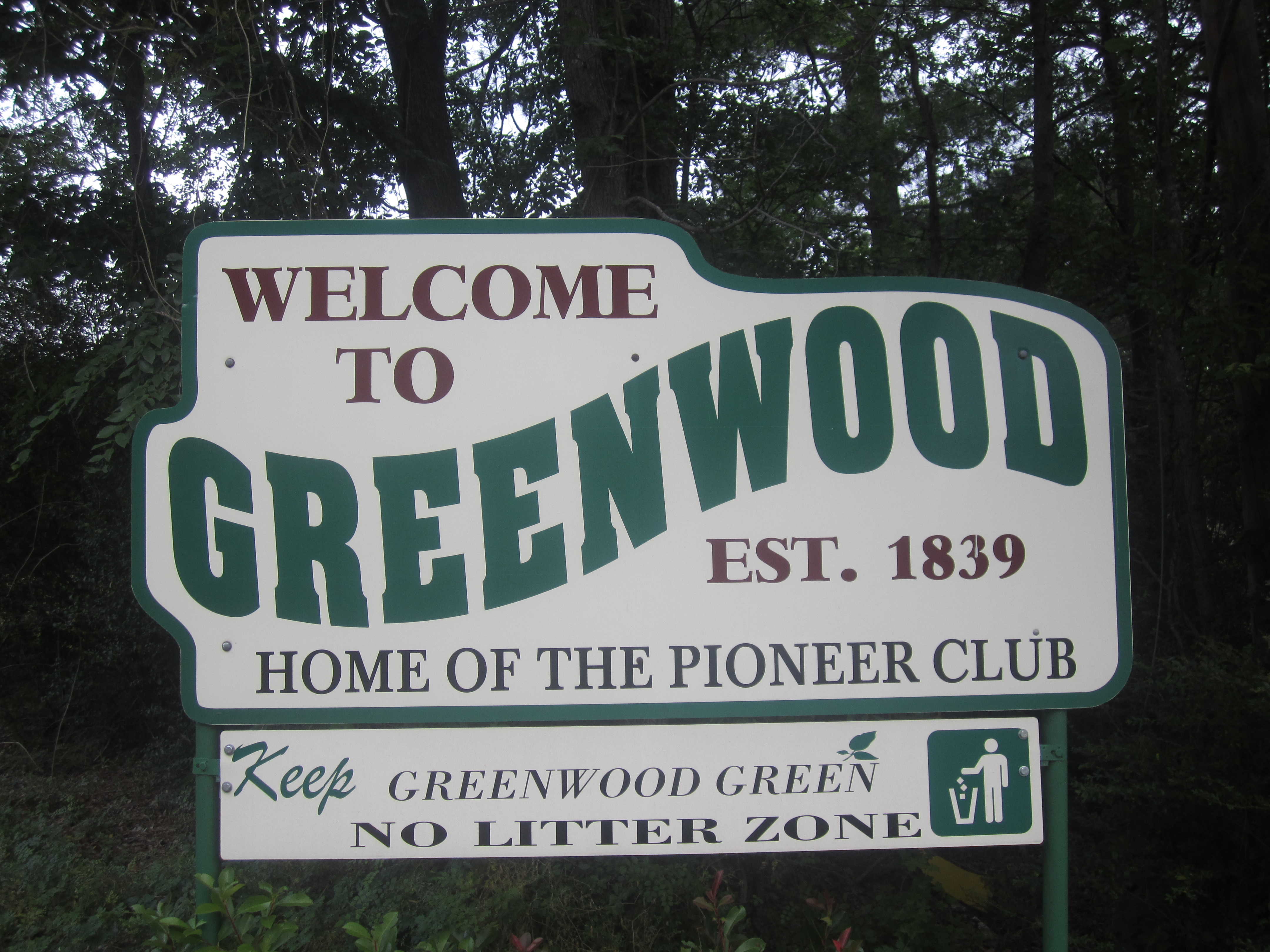
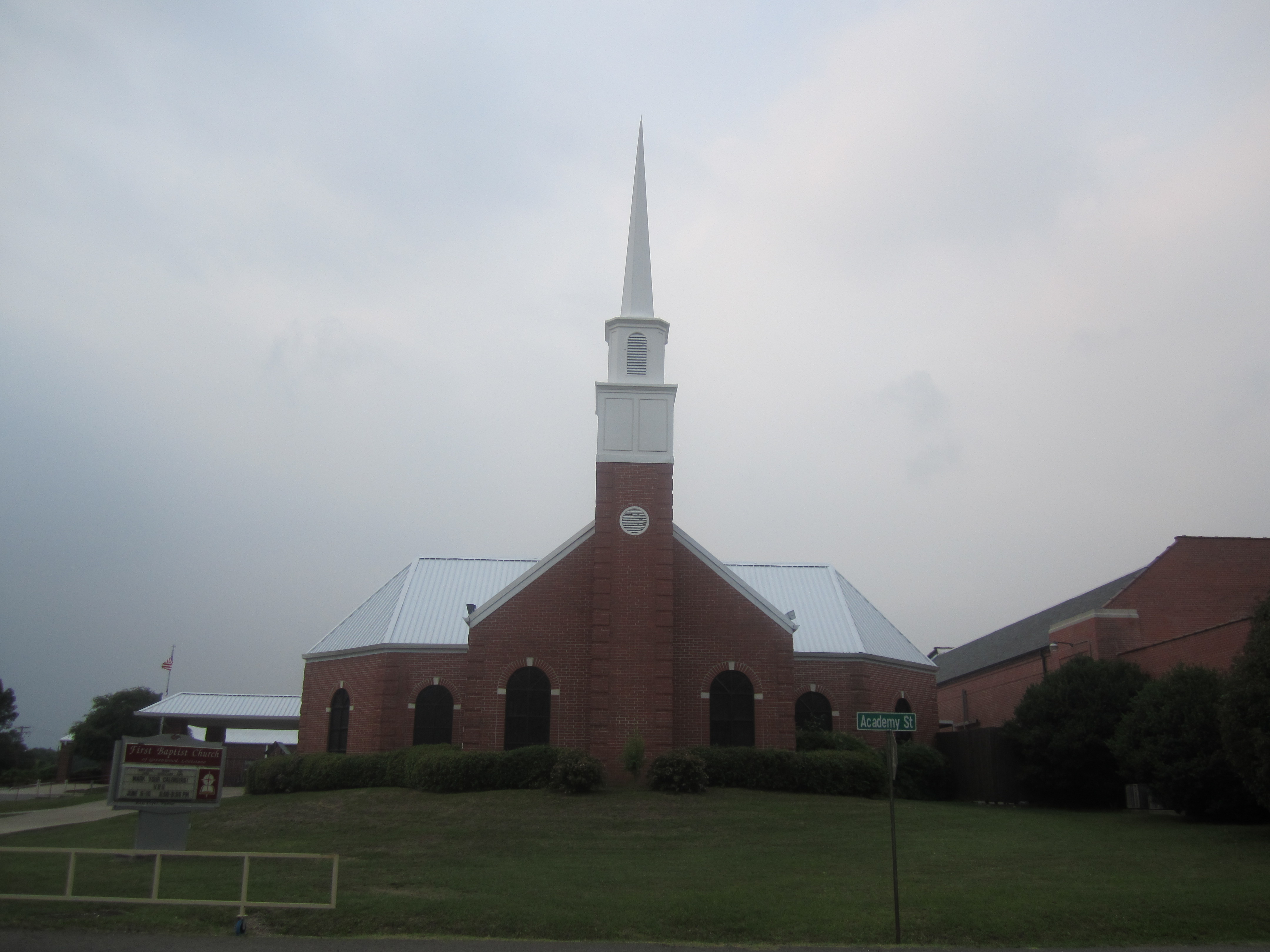
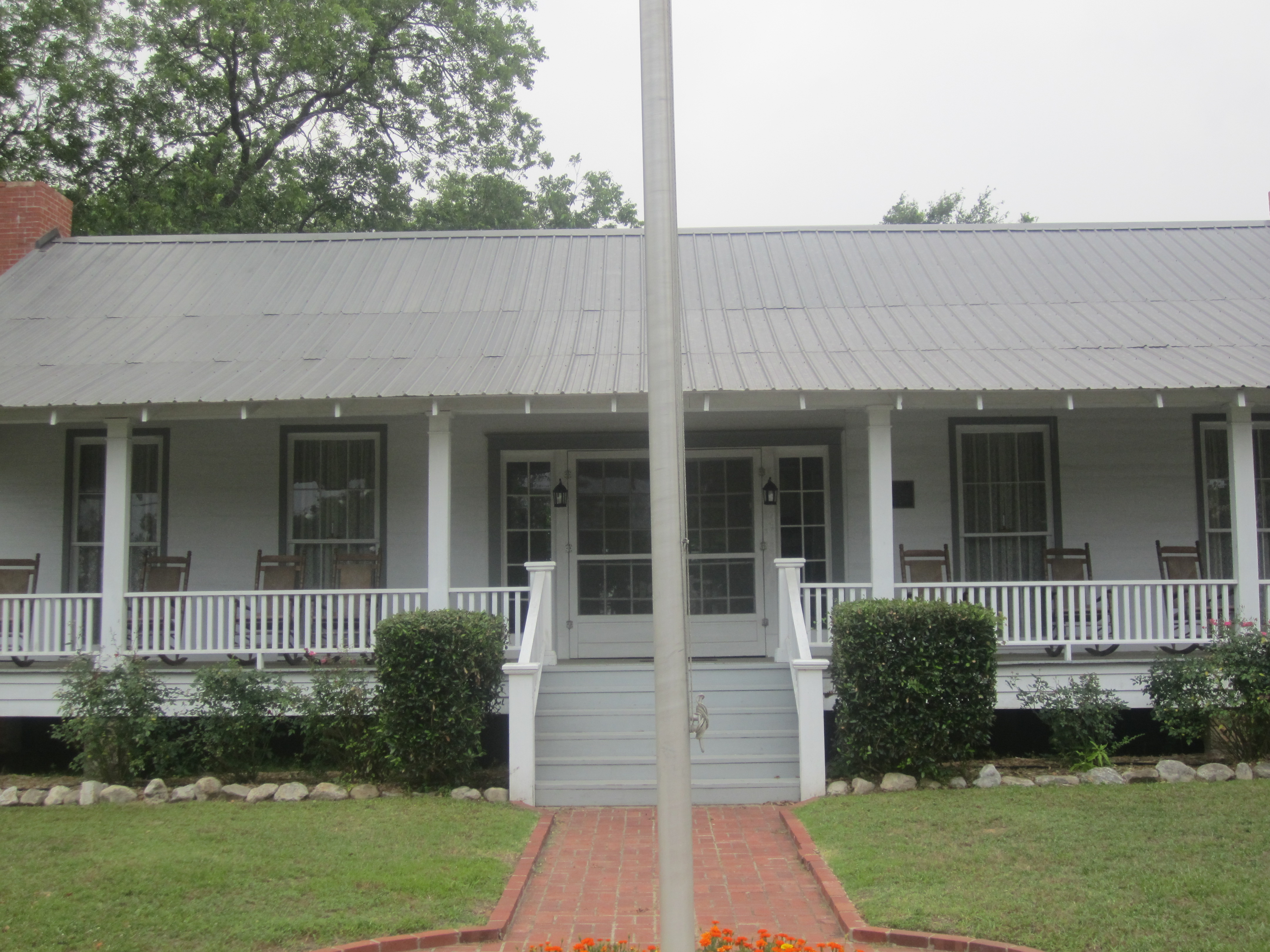
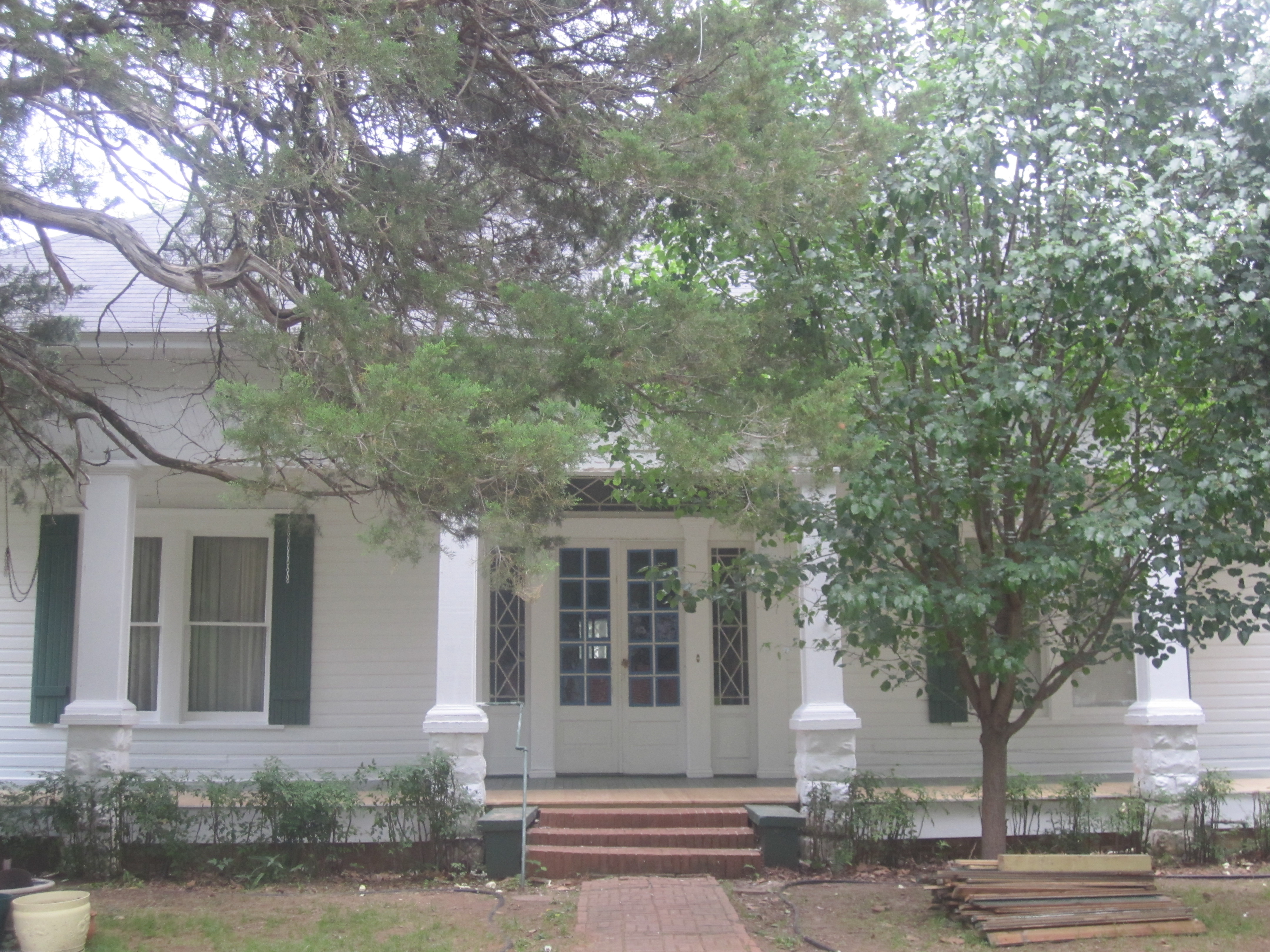
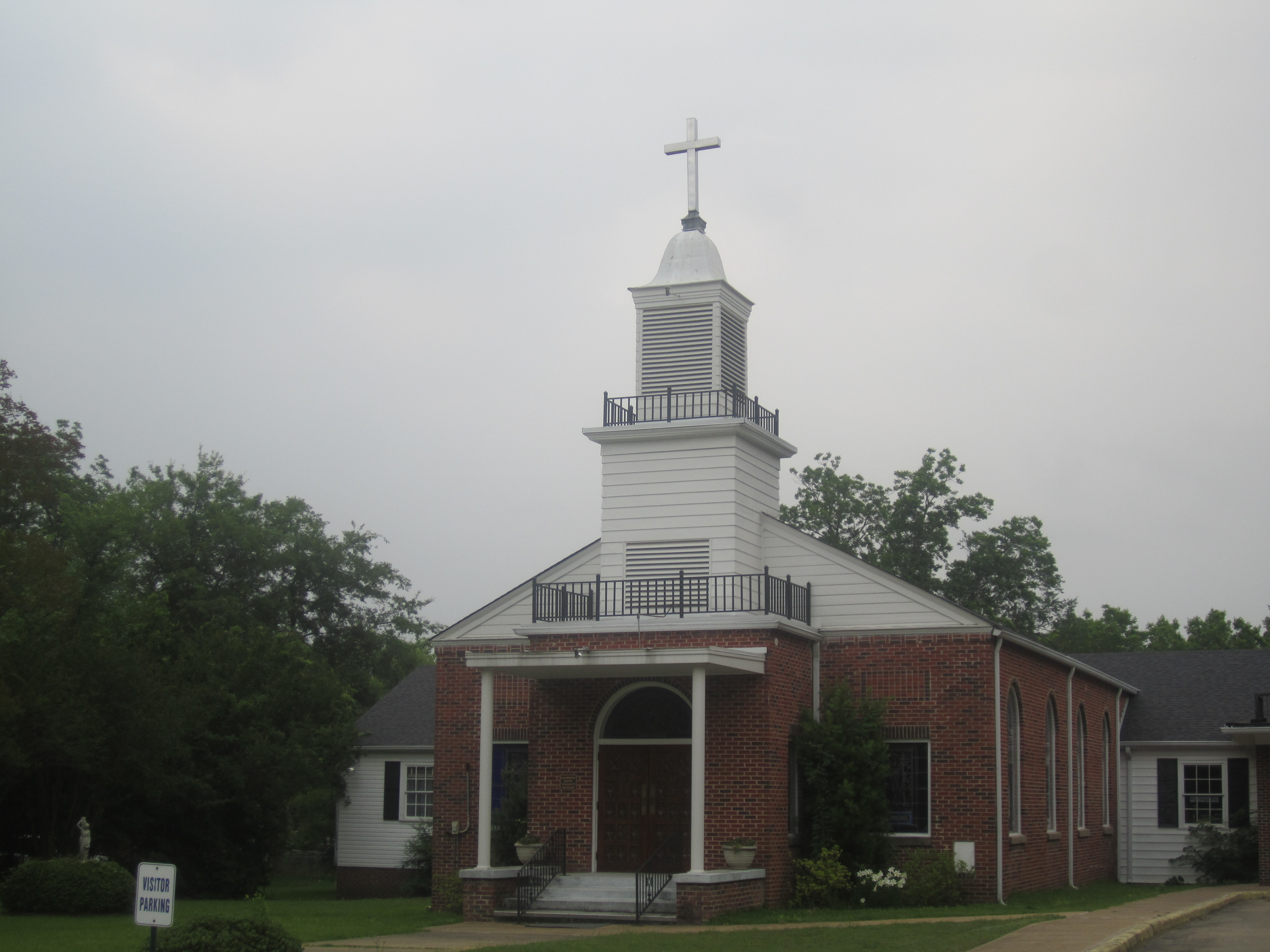
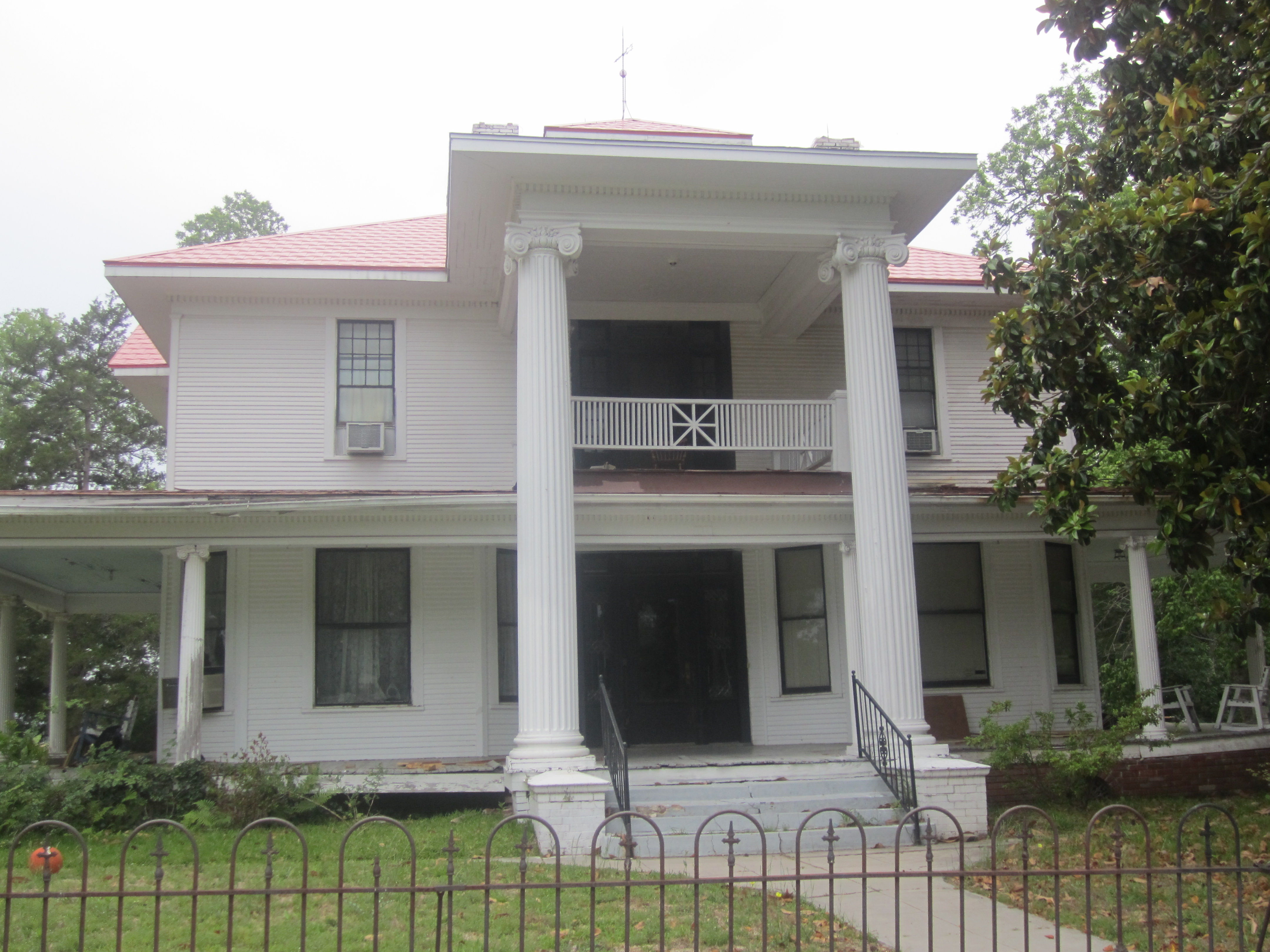